# Verkkosaari (ö i Norra Karelen, Joensuu, lat 62,79, long 29,22)
Verkkosaari är en ö i Finland. Den ligger i sjön Viinijärvi och i kommunen Outokumpu i den ekonomiska regionen  Joensuu ekonomiska region  och landskapet Norra Karelen, i den sydöstra delen av landet, 400 km nordost om huvudstaden Helsingfors. Öns area är 2,5 hektar och dess största längd är 280 meter i sydöst-nordvästlig riktning.